# Lázaro Cárdenas 2.ª Sección (21 de Marzo)
Lázaro Cárdenas 2.ª Sección (21 de Marzo) es una localidad del municipio de Centro ubicado en la subregión centro del estado mexicano de Tabasco.

## Geografía
La localidad de Lázaro Cárdenas 2.ª Sección (21 de Marzo) se sitúa en las coordenadas geográficas 18°01′03″N 93°02′39″O / 18.017500, -93.044167, a una elevación de 10 metros sobre el nivel del mar.

## Demografía
Según el Conteo de Población y Vivienda 2020, efectuado por el Instituto Nacional de Estadística y Geografía, la localidad de Lázaro Cárdenas 2.ª Sección (21 de Marzo) tiene 175 habitantes, de los cuales 99 son del sexo masculino y 76 del sexo femenino. Su tasa de fecundidad es de 2.81 hijos por mujer y tiene 39 viviendas particulares habitadas.
| Gráfica de evolución demográfica de Lázaro Cárdenas 2.ª Sección (21 de Marzo) entre 1990 y 2020 |
|                                                                                                 |
| INEGI.                                                                                          |